# David Oakes
David Oakes född 14 oktober 1983 i Fordingbridge, Hampshire, är en brittisk skådespelare.

## Karriär
Oakes har bland annat medverkat i några TV-serier där han spelat historiska personer. Han spelade mot Jeremy Irons i TV-serien The Borgias, där han spelar Irons rollfigurs son, Juan Borgia. I TV-serien The White Queen spelar han mot Jeremy Irons son, Max Irons, och spelar där Irons rollfigurs bror George, hertig av Clarence. Oakes spelar prins Alberts bror, Ernst, i ITV:s serie Victoria.

## Filmografi, i urval
- 2011–2012 – The Borgias (TV-serie)
- 2013 – The White Queen (TV-serie)
- 2016–2017 – Victoria (TV-serie)